# Olibrus gerhardti
Olibrus gerhardti is een keversoort uit de familie glanzende bloemkevers (Phalacridae). De wetenschappelijke naam van de soort werd in 1888 gepubliceerd door Karl Ludwig Flach.